# Baaora garhiensis
Baaora garhiensis är en insektsart som först beskrevs av M. Firoz Ahmed 1970.  Baaora garhiensis ingår i släktet Baaora och familjen dvärgstritar. Inga underarter finns listade i Catalogue of Life.